# Afek
Afek (אפק) is een Joodse achternaam. Opmerkelijke mensen met de achternaam zijn onder meer:
- Yehuda Afek, 1952, Israëlisch wiskundige
- Yochanan Afek, 1952, Israëlisch schaker